# Fraunberg

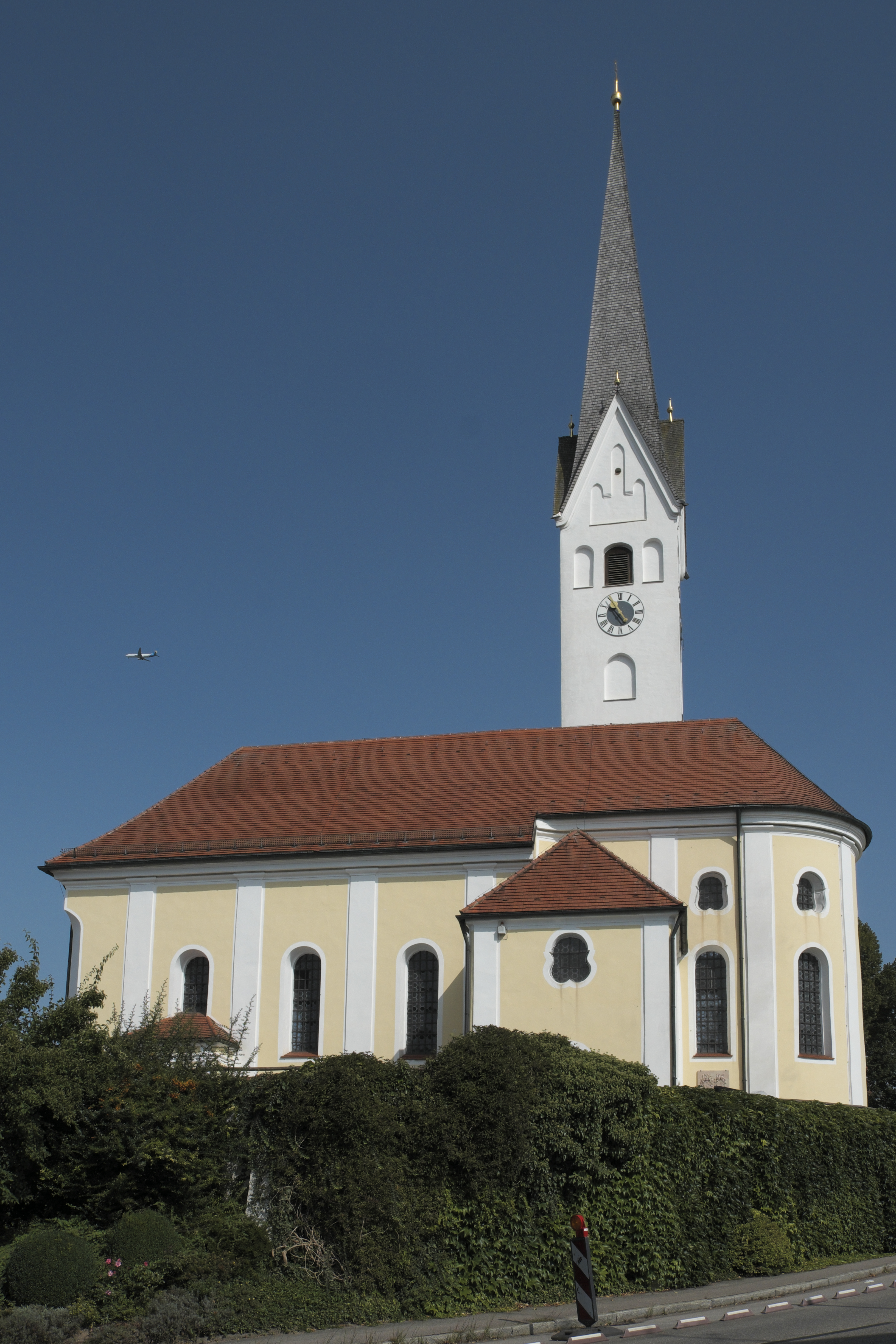
Fraunberg St. Florian

Fraunberg ist eine Gemeinde im oberbayerischen Landkreis Erding.

## Geografie

### Lage
Die Gemeinde liegt direkt am Übergang vom Erdinger Moos im Westen zum hügeligen, waldreichen Holzland im Osten, etwa 10 km nordöstlich der Kreisstadt Erding, 22 km nordwestlich von Dorfen, 14 km südlich von Moosburg an der Isar und 19 km vom Flughafen München entfernt. Die Strogen fließt in Süd-Nord-Richtung durch das Gemeindegebiet und westlich am Ort Fraunberg vorbei. Größere Zuflüsse sind der Bachhamer Bach südlich von Fraunberg und der Schwarze Graben zwischen Furthmühle und Riding.

### Gemeindegliederung
Es gibt 42 Gemeindeteile auf drei Gemarkungen:
- Gemarkung Fraunberg: Fraunberg (777) *, Felben, Forach, Furthmühle, Riding, Singlding und Urtl (5) *
- Gemarkung Reichenkirchen: Reichenkirchen, Angelsbruck, Frankendorf, Grafing, Grub (7) *, Grucking, Harham, Hatting, Helling, Lohkirchen, Pillkofen und Tittenkofen
- Gemarkung Maria Thalheim: Maria Thalheim, Bachham, Bergham, Eck, Edersberg, Endham, Gigling, Großhündlbach, Großstürzlham, Grün, Hainthal, Hinterbaumberg, Holz (4) *, Kemoding, Kleinhündlbach, Kleinstürzlham, Kleinthalheim, Loodermoos (6) *, Oberbierbach, Rappoltskirchen, Reichenkirchen, Unterbierbach und Vorderbaumberg

Dazu kommen die Wohnplätze Berg und Sax im Moos.

## Geschichte

### Bis zur Gemeindegründung
Im Jahre 1144 erscheint Arnoldus de Frawnperg in einer Urkunde des Bischofs Otto von Freising. Die gesicherte Stammreihe beginnt 1231 mit Sigfried von Frauenberg. Aufgrund seiner Ehe mit der Tochter der Gurren von Haag erbte er deren Besitzungen der Grafen von Haag und erhielt für diese von Kaiser Friedrich II. 1245 die hohe Gerichtsbarkeit. Seine Enkel begründeten die beiden Hauptlinien der Fraunberger: Sigfried III. († 1317) die zu Haag, und Wittilo († 1281) die zu Fraunberg. Fraunberg war seit dieser Zeit Besitz der Familie von und zu Fraunberg. Der Ort war zwar Teil Bayerns, bildete aber eine geschlossene Hofmark, deren Sitz das Schloss Altfraunberg war. Während des Dreißigjährigen Krieges wurde Fraunberg geplündert und schwer verwüstet.

### Ab 1818
Im Zuge der Verwaltungsreformen in Bayern entstand mit dem Gemeindeedikt von 1818 die Gemeinde Fraunberg mit den Ortschaften Felben, Forach, Fraunberg, Furth, Riding, Sax im Moos, Singlding und Urtl. Die niedere Gerichtsbarkeit verblieb beim Fraunbergischen Patrimonialgericht II. Klasse Fraunberg und Riding.
Mit dem Gemeindeedikt von 1818 entstanden auch die Gemeinden Reichenkirchen und Thalheim (bis etwa 1950 Großthalheim).
Im Zuge der Revolution von 1848 wurden die Patrimonialgerichte aufgehoben.

### Eingemeindungen
Am 1. Juli 1974 erfolgte der freiwillige Zusammenschluss der Gemeinden Fraunberg, Reichenkirchen und Thalheim.

### Einwohnerentwicklung
Gemäß Bayerischem Landesamt für Statistik  haben sich die Einwohnerzahlen jeweils zum 31. Dezember eines Jahres wie folgt entwickelt:
| Jahr      | 1960 | 1970 | 1980 | 1990 | 1995 | 2000 | 2005 | 2010 | 2015 | 2020 |
| --------- | ---- | ---- | ---- | ---- | ---- | ---- | ---- | ---- | ---- | ---- |
| Einwohner | 2279 | 2201 | 2449 | 2687 | 2929 | 3149 | 3324 | 3354 | 3515 | 3818 |

- Von 1972, dem Jahr der Gemeindereform, bis 2015 hat sich die Einwohnerzahl um 1277 Personen erhöht.
- Zwischen 1988 und 2018 wuchs die Gemeinde von 2611 auf 3652 um 1041 Einwohner bzw. um 39,9 %.

## Politik

### Gemeinderat
Die Gemeinderatswahl 2020 führte zu folgenden Stimmenanteilen und Sitzen:
| Partei/Liste                      | %       | Sitze   |
| --------------------------------- | ------- | ------- |
| Wählergemeinschaft Reichenkirchen | 36,29   | 6       |
| Wählergemeinschaft Maria Thalheim | 26,92   | 4       |
| Wählergemeinschaft Fraunberg      | 24,10   | 4       |
| GRÜNE                             | 9,92    | 2       |
| SPD                               | 2,78    | –       |
| Wahlbeteiligung                   | 67,11 % | 67,11 % |

### Bürgermeister
Erster Bürgermeister ist seit Mai 1996 Johann Wiesmaier.

### Wappen und Fahne
| | Blasonierung: „Unter silbernem Schildhaupt, darin schräg gekreuzt ein blaues Schwert und ein blauer Pfeil, gespalten; vorne gespalten von Blau und Weiß mit einer heraldischen Lilie in verwechselten Farben; hinten in Rot ein steigendes gezäumtes silbernes Pferd.“ |
| Wappenbegründung: Das Gemeindewappen enthält Hinweise auf die vormals selbständigen Teilorte; der Pfeil und das Schwert im Schildhaupt sind dem früheren Wappen von Reichenkirchen entnommen, während die Lilie als Mariensymbol auf die Wallfahrtskirche in Thalheim hinweist. Fraunberg gehörte seit dem 13. Jahrhundert einem der ältesten Adelsgeschlechter Altbayerns, den Fraunbergern zu Fraunberg; ihrem Wappen entstammt das gezäumte silberne Pferd auf rotem Grund. Dieses Wappen wird seit 1981 geführt. | |

Neben dem Wappen führt die Gemeinde eine inoffizielle Fahne mit den Farben Weiß-Blau.

## Sehenswürdigkeiten

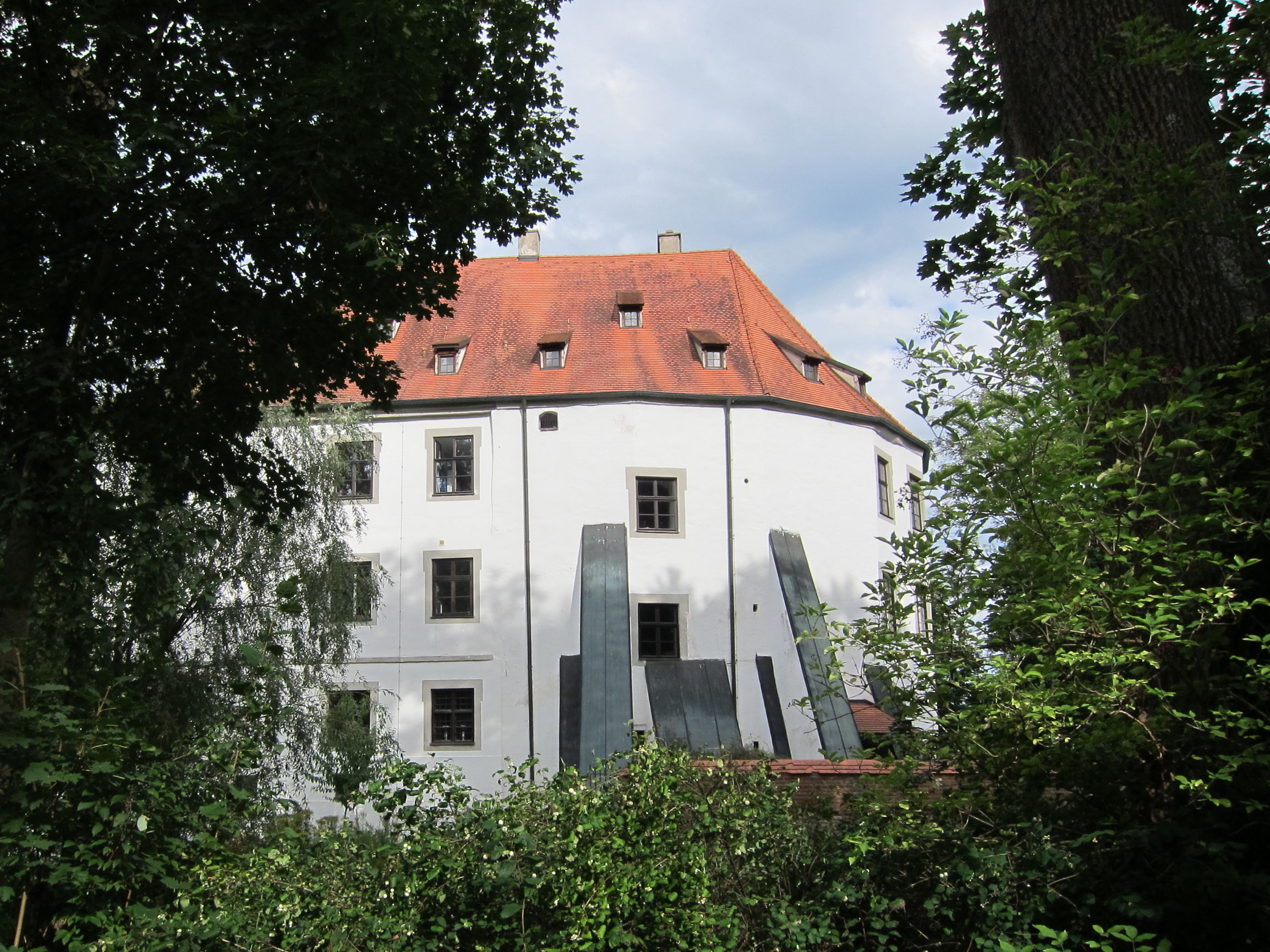
Schloss Altfraunberg

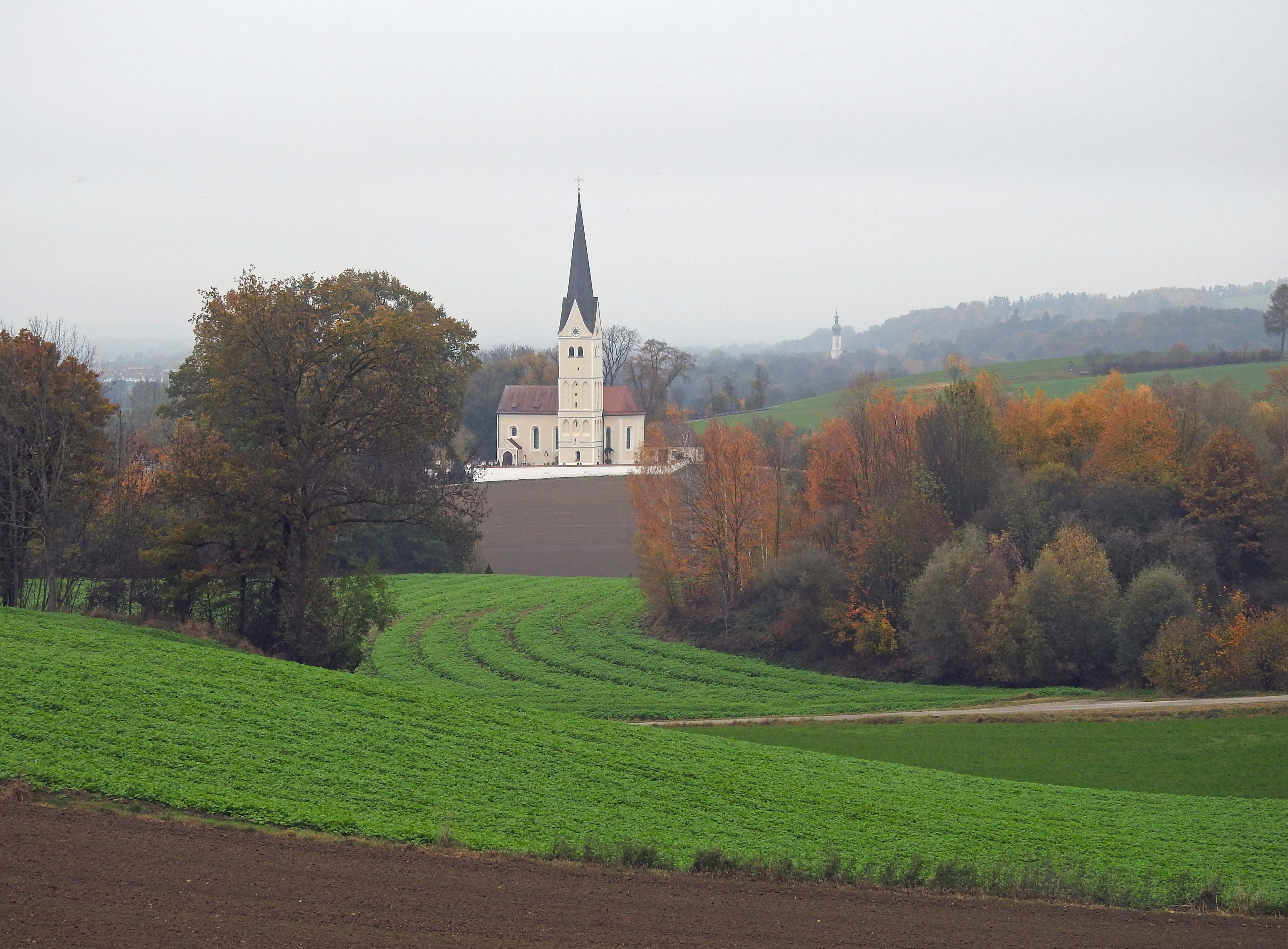
St. Georg in Riding

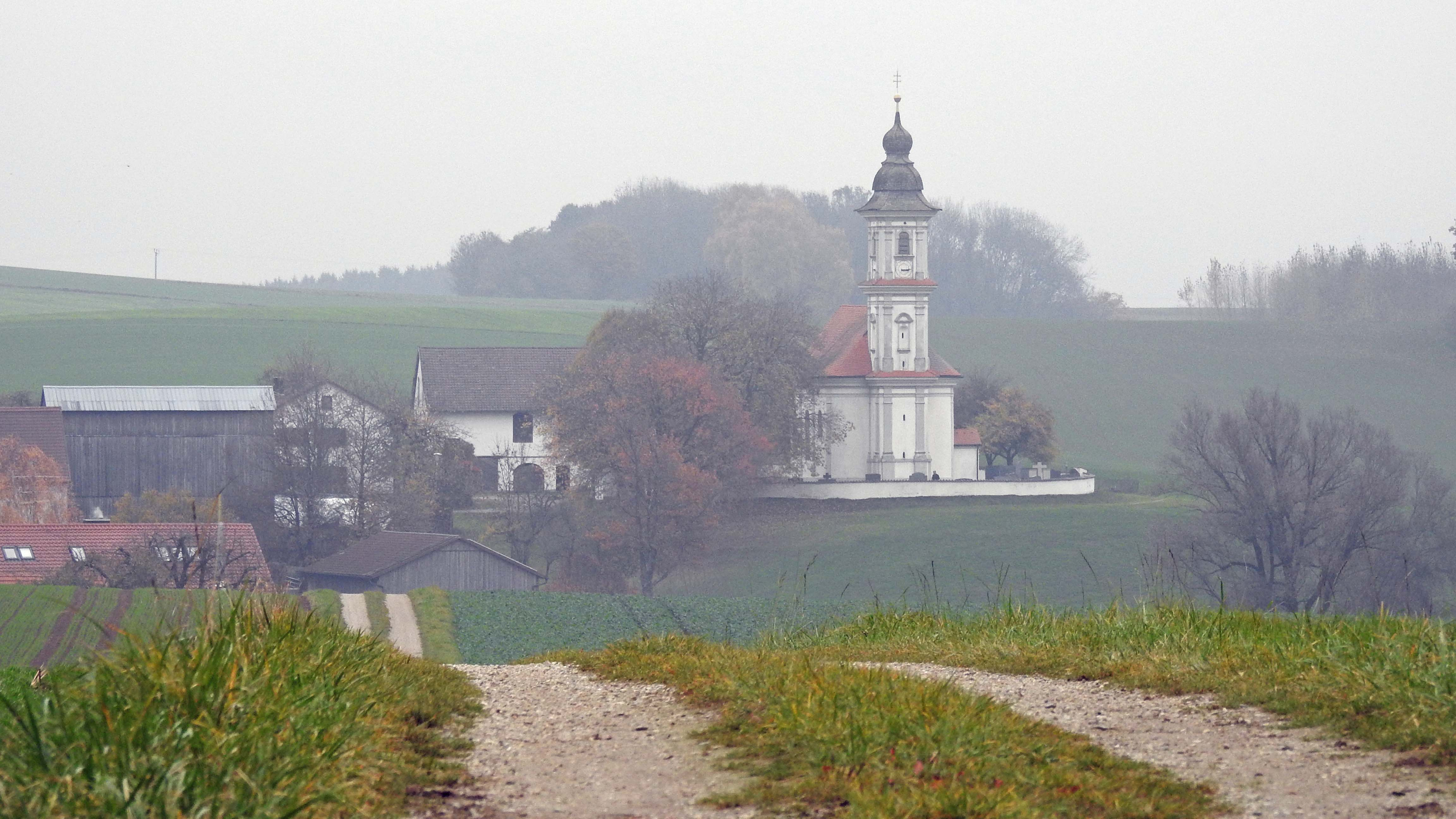
Oberbierbach von Westen

- Schloss Fraunberg (Altfraunberg): Wasserschloss mit mittelalterlichem Kern, 1683 Wiederaufbau, Stammhaus der Freiherren von und zu Fraunberg
- Katholische Pfarrkirche  St. Florian in Fraunberg: 1767 von Georg Felix Hirschstötter erbaut
- Katholische Wallfahrtskirche St. Mariä Himmelfahrt Thalheim, im Kern 14./15. Jahrhundert, Barockisierung 2. Hälfte des 17. Jahrhunderts, reichhaltiger Stuck in Wessobrunner Art, um 1760
- Katholische Pfarrkirche St. Georg in Riding, im Kern gotischer Bau, 1704 barockisiert
- Katholische Pfarrkirche St. Michael in Reichenkirchen, Turm von Anton Kogler 1720, Kirchenneubau 1753–1759 durch Johann Baptist Lethner
- Katholische Filialkirche St. Vitus in Grucking

## Wirtschaft und Infrastruktur

### Industrie, Handel und Gewerbe
1998 gab es nach der amtlichen Statistik im produzierenden Gewerbe 144 und im Bereich Handel und Verkehr 35 sozialversicherungspflichtig Beschäftigte am Arbeitsort. In sonstigen Wirtschaftsbereichen waren am Arbeitsort 54 Personen sozialversicherungspflichtig beschäftigt. Sozialversicherungspflichtig Beschäftigte am Wohnort gab es 1114. Im verarbeitenden Gewerbe gab es 13, im Bauhauptgewerbe 12 Betriebe.
2020 gab es nach der amtlichen Statistik im produzierenden Gewerbe 195 und im Bereich Handel und Verkehr 187 sozialversicherungspflichtig Beschäftigte am Arbeitsort. Sozialversicherungspflichtig Beschäftigte am Wohnort gab es 1755. Im verarbeitenden Gewerbe gab es keine Betriebe > 20 Beschäftigte, im Bauhauptgewerbe gab es 16 Betriebe.

### Land- und Forstwirtschaft
Nach der amtlichen Statistik gab es 1998 im Bereich der Land- und Forstwirtschaft neun sozialversicherungspflichtig Beschäftigte am Arbeitsort. 1999 wurden 3310 ha Fläche landwirtschaftlich genutzt; davon waren 2643 ha Ackerfläche und 666 ha Dauergrünfläche. 2016 waren 3082 ha Fläche landwirtschaftlich genutzt.
Bestanden im Jahr 1999 noch 147 landwirtschaftliche Betriebe, ging deren Zahl bis 2010 auf 102 und 84 im Jahr 2020 zurück.
| Betriebsgröße in ha | Anzahl der Betriebe | Anzahl der Betriebe |
| Betriebsgröße in ha | 1999                | 2010                |
| ------------------- | ------------------- | ------------------- |
| unter 5             | 21                  | 3                   |
| 5 bis unter 10      | 36                  | 21                  |
| 10 bis unter 20     | 28                  | 26                  |
| 20 bis unter 50     | 49                  | 31                  |
| 50 oder mehr        | 13                  | 21                  |
| Gesamt              | 147                 | 102                 |

### Verkehr
Es gibt eine ÖPNV-Anbindung mit zwei MVV-Buslinien sowie ein Ruftaxi.

## Persönlichkeiten
- Joseph Maria von Fraunberg (1768–1842), Bischof von Augsburg, Erzbischof von Bamberg
- Anton Niedermaier (1868–1932), Restaurator und Kirchenmaler, stammt aus Kemoding
- Heinar Kipphardt (1922–1982), deutscher Dramatiker, Lyriker und Prosaist, lebte 1971–82 in Fraunberg, begraben in Reichenkirchen
- Wolfgang Johannes Bekh (1925–2010), deutscher Schriftsteller, lebte in der Gemeinde Fraunberg
- Monika Gruber (* 1971), bayerische Kabarettistin und Entertainerin, stammt aus Tittenkofen
- Ulrike Scharf (* 1967), bayerische Umweltministerin, stammt aus Maria Thalheim